# Alan Vera
Alan Ernesto Vera García (ur. 26 października 1990 w Santiago de Cuba, zm. 23 września 2024 w Jersey City) – kubańsko-amerykański zapaśnik walczący w stylu klasycznym. 
Zajął osiemnaste miejsce na mistrzostwach świata w 2022. Brązowy medalista igrzysk panamerykańskich w 2015. Mistrz panamerykański w 2016, drugi w 2024 i trzeci w 2023 roku.

## Śmierć
W lipcu 2024 roku doznał nagłego zatrzymania akcji serca podczas gry w piłkę nożną z przyjaciółmi. Przez osiem tygodni był hospitalizowany, a 23 września 2024 po wielu próbach utrzymania przy życiu, zmarł w wieku 33 lat.